# Erik Schmidt-Schaller
Otto Erich Schmidt-Schaller, född 10 januari 1889 i Berlin-Schöneberg, död 24 februari 1980 i Täby, var en tysk-svensk målare och grafiker. 
Han var son till ministerialrat Johan Hugo Rudolf Schmidt och Fanny Constanze Schaller och gift med Davida Charlotta Henricson. Schmidt-Schaller studerade konst för Kruse och historiemålaren Ferdinand Koska samtidigt som han arbetade vid en litografisk anstalt. Han fortsatte sina konststudier för Otto Franz Ludwig Rasch, Fritz Mackensen och Theodor Hagen vid konstakademien i Weimar 1911–1913 och 1919–1921. Han var under en kortare tid elev till Walter Gropius vid Bauhaus i Weimar. I mitten av 1920-talet företog han ett flertal studieresor till Österrike, Italien, Frankrike och Nordafrika. Han slog sig ner i Sverige 1929. Han medverkade i flera grupputställningar med olika Täbykonstnärer i Stockholmstrakten. Hans konst består av landskapsmotiv från Sverige och Nordafrika utförda i akvarell eller i form av etsningar.